# Harris megye (Texas)
Harris megye az Amerikai Egyesült Államokban, azon belül Texas államban található. Megyeszékhelye és legnagyobb városa Houston. Lakosainak száma 4 731 145 fő (2020). Harris megye Galveston, Montgomery, Fort Bend, Brazoria, Chambers, Liberty és Waller megyékkel határos.

## Gazdasága
A gazdaságot tekintve az ország egyik legaktívabb megyéje: az amerikai GDP 1,9 százalékát termelik itt.

## Népesség
A megye népességének változása:
| Lakosok száma | 4 109 067 | 4 176 674 | 4 253 963 | 4 336 853 | 4 538 028 | 4 731 145 |
|               | 2010      | 2011      | 2012      | 2013      | 2015      | 2020      |